# Williams Carter Wickham
Pour les articles homonymes, voir William Wickham et Wickham.
Williams Carter Wickham (21 septembre 1820 - 23 juillet 1888) est un avocat, juge, homme politique, et un important général confédéré de cavalerie qui a combattu lors des campagnes de Virginie pendant la guerre de Sécession. Après la guerre, il occupe divers postes politiques et est président de la société Chesapeake and Ohio Railway.

## Avant la guerre
Wickham est le fils de William Fanning Wickham et d'Anne Butler (née Carter) Wickham. Son grand-père paternel est John Wickham, l'avocat constitutionnel. Du côté de sa mère, il a des ascendants historiques, puisque les familles Nelson et Carter font chacune partie des premières familles de Virginie, influentes dans la colonie de Virginie.
Le grand-père de Wickham, le général Thomas Nelson, Jr, est l'un des signataires de la déclaration d'Indépendance et un gouverneur de la Virginie pendant la guerre d'indépendance américaine. D'autres ancêtres comprennent Thomas « Scotch Tom » Nelson, qui est l'un des fondateurs de Yorktown à la fin du 17e siècle. Il est également un descendant de Robert « King » Carter (1663-1732), qui a assuré l'intérim du gouverneur royal de la Virginie et l'un des plus riches propriétaires fonciers à la fin du 17e et début du 18e siècle. Sa mère est la cousine de Robert E. Lee, dont la mère Anne Hill (née Carter) Lee, est née dans la plantation de Shirley.
Wickham naît à Richmond, en Virginie, mais passe la majeure partie de sa jeunesse dans la plantation de son père de 13 km2 (3 200 acres) de Hickory Hill, qui est situé à environ 32 kilomètres (20 miles) au nord de Richmond et à huit kilomètres (5 miles) à l'est d'Ashland dans comté d'Hanover. Hickory Hill est longtemps un appendice éloigné de la plantation de Shirley, une grande partie ayant été acquise par la famille Carter par un acte daté du 2 mars 1734.
Wickham est diplômé de l'université de Virginie et est admis au barreau en 1842. Il épouse Lucie Penn Taylor et a plusieurs enfants. Il devient juge et est élu à la chambre des délégués de Virginie, en 1849.
En 1858, il est promu capitaine de la milice de cavalerie de Virginie, et en 1861, il est élu par les citoyens du comté d'Henrico à la convention de l'État en tant que unioniste, où il vote contre les articles de la sécession.

## Guerre de Sécession
À la suite de la sécession de la Virginie, Wickham prend sa compagnie, les Hanover Dragoons, pour servir dans l'armée des États confédérés. Après avoir participé à la première bataille de Bull Run, Wickham est nommé par le gouverneur John Letcher (en) en tant lieutenant colonel du 4th Virginia Cavalry en septembre 1861. Le 4 mai 1862, il subit une grave blessure à la suite d'un coup de sabre lors d'une charge de cavalerie à la bataille de Williamsburg. Avec cette blessure, il est capturé, mais rapidement libéré sur parole. En août 1862, il est promu colonel du 4th Virginia Cavalry. Lors de la bataille de Sharpsburg, il est de nouveau blessé, cette fois dans le cou par un éclat d'obus. Récupérant, il participe aux batailles de Chancellorsville, Brandy Station et Gettysburg.
Le général Wade Hampton blâme les échecs du 4th Virginia Cavalry de Wickham à Brandy Station pour la mort de son frère, le lieutenant colonel Frank Hampton.
Wickham est nommé brigadier général le 9 septembre 1863, et prend le commandement de la brigade de Wickham de la division de Fitzhugh Lee. Le 11 mai 1864, il combat à la bataille de Yellow Tavern. Le major général J. E. B. Stuart est mortellement blessé au cours de cet engagement, son dernier ordre étant : « Ordonnez à Wickham de démonter sa brigade et d'attaquer ».
Le 16 août 1864, le général Richard H. Anderson envoie la brigade de Wickam, accompagné de celle de Wofford, traverser la Shenandoah. Wickham se heurte à la brigade de cavalerie, démontée et dans une solide position défensive, de Devin. Elle subit de lourdes pertes et se retire.  En septembre 1864, après la défaite des confédérés lors de la bataille de Fisher's Hill, Wickham bloque à Milford une tentative du major général Philip Sheridan d'encercler et de détruire les forces confédérées du major général Jubal Early. Il attaque ensuite la cavalerie fédérale à Waynesboro et la force à se retirer vers Bridgewater.
Wickham démissionne de sa commission le 5 octobre 1864, et prend place au deuxième congrès confédéré, auquel il est élu pendant qu'il est sur le terrain. Reconnaissant que les jours de la Confédération sont comptés, il participe à la conférence d'Hampton Roads dans une tentative de mettre rapidement un terme à la guerre.

## Après la guerre

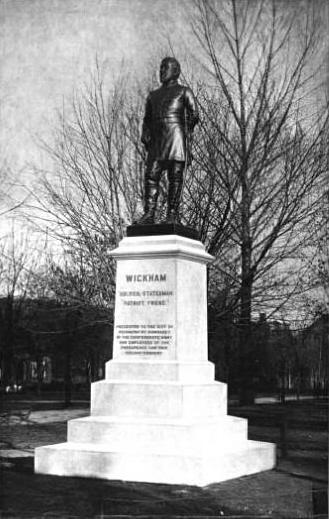
Statue de Williams Wickham, sculptée par Edward V. Valentine et placée dans la parc Monroe.

Après la reddition de la Confédération, Wickham est actif dans l'amélioration de l'harmonie entre les États et la réorganisation de l'économie de la Virginie, qui a été ruinée par la guerre. Il devient un républicain et vote en 1872 pour le général Ulysses S. Grant en tant que membre du collège électoral de la Virginie.
En novembre 1865, à la fin de la guerre, il est élu président de la société de chemin de fer Virginia Central, qui a été l'une des plus fortement endommagée pendant la guerre. En 1868, lorsque la Virginia Central fusionne avec la Covington and Ohio Railroad pour former la nouvelle Chesapeake and Ohio, Wickham est retenu comme nouveau président de la société. Dans ses nouvelles fonctions, il est désireux de compléter une ligne de chemin de fer vers la rivière Ohio, un vieux rêve des habitants de Virginie. Cependant, à la différence de ce qu'a fait son compagnon officier confédéré et dirigeant de chemin de fer William Mahone, il est incapable de réunir les capitaux ou le financement en Virginie, ou des européens. Se tournant vers la ville de New York, il réussit à attirer un groupe d'investissement dirigé par Collis P. Huntington. Ayant récemment achever de la partie ouest du chemin de fer transcontinental des États-Unis en tant que membre de la soi-disant « Big Four », Huntington joint ses efforts, et devient le nouveau président de la C&O. Ses contacts et sa réputation permettent d'obtenir quinze millions de dollars de financement à partir de financiers de New York pour le projet, qui coûte finalement 23 millions de dollars pour le terminer. La cérémonie du dernier pic des 689 kilomètres (428 miles) de ligne entre Richmond et la rivière Ohio a lieu le 29 janvier 1873 sur le pont de chemin de fer de Hawk's Nest dans la New River Valley, près de la ville d'Ansted dans le comté de Fayette, Virginie-Occidentale.
Après qu'Huntington assume la présidence, Wickham sert comme vice-président de la C&O, de 1869 à 1878, lorsque la société est saisie, avec Wickham comme administrateur judiciaire. En 1878, la Chesapeake and Ohio Railroad est vendu en vertu de la forclusion et réorganisée comme la Chesapeake and Ohio Railway Company, avec Collis P. Huntington assurant la fonction de président de la route réorganisée ; Wickham est nommé deuxième vice-président. Sous leur direction, une ligne supplémentaire est étendue à l'est de Richmond par le nouveau tunnel de Church Hill et au travers de la péninsule de Virginie par Williamsburg pour atteindre les quais de charbon situés sur le port de Hampton Roads, le plus grand port libre de glaces de la côte est des États-Unis dans la petite ville non-incorporée de Newport News, dans le comté de Warwick. Au cours de la période de dix ans de 1878 à 1888, les ressources de charbon de la C&O commencent à être développées et expédiées vers l'est. Le charbon devient un produit de base des affaires de la C&O à l'époque, et le restera pour encore plus de 125 ans avec son successeur la CSX Transportation. L'homme Wickham amène en Virginie, Collis P. Huntington, continue à développer ses participations dans les Newport News, où il crée la Newport News Shipbuilding and Drydock Company et permet à la petite communauté de devenir l'une des deux seules villes indépendantes de Virginie qui n'auront pas été d'abord une ville incorporée. De nos jours, Newport News, qui a fusionné avec l'ancien comté de Warwick en 1958, a grandi pour devenir l'une des principales villes de Hampton Roads.
Tout au long des années après la guerre de Sécession, tout en développant les chemins de fer, Wickham maintient également une vie politique active. Il maintient ses bureaux dans le quartier de Richmond et sa résidence dans le comté d'Hanover. Il est élu président du conseil de surveillance du comté d'Hanover, en Virginie en 1871 et en tant que sénateur à la chambre haute de l'assemblée générale de Virginie en 1883. Il est directeur de la C&O et tient toutes ces autres fonctions au moment de sa mort, le 23 juillet 1888, à son bureau de Richmond.

## Mort et mémoire
Wickham est inhumé dans le cimetière d'Hickory Hill près d'Ashland, en Virginie. Une statue de Williams Carter Wickham est donné à la ville de Richmond par les camarades du général et les employés de la Chesapeake and Ohio Railway en 1891, et est placée dans le parc Monroe. Le 6 juin 2020, la statue est abattue lors des manifestations suivant la mort de George Floyd.